# Alessandra Silvestri-Levy
Alessandra Silvestri-Levy (São Paulo, 1 de novembro de 1972) é uma escritora e curadora de arte brasileira com cidadania italiana. É princesa da casa von Bismarck-Schönhausen desde 2016, após consorciar-se com o príncipe alemão Carl-Eduard von Bismarck. 

## Biografia
Alessandra é filha do industrial italiano Mario Silvestri e da advogada e procuradora do estado de São Paulo, Ana Maria Boucinhas, de uma influente família paulista.
Foi educada entre Roma e São Paulo, estudou Literatura Francesa na Universidade Sorbonne em Paris, Marketing na Universidade Americana de Paris, e na UCLA em Los Angeles, entre 1991 e 1995. 
Foi casada entre 1998 e 2014 com o diplomata francês Jean Levy, com quem teve dois filhos. Foi madrinha do casamento Danielle Mitterrand, viúva do antigo presidente francês François Mitterrand, amiga do casal.
Alessandra serviu ao estado francês como Consulesa Geral da França em São Paulo, entre 1998 e 2000. Atuou depois como embaixatriz francesa em Havana, Cuba, entre 2000 e 2004, onde coproduziu a publicação do acervo fotográfico de Alberto Korda, fotógrafo cubano conhecido pela foto Guerrillero Heroico. O acervo foi coligido na obra Cuba por Korda, publicada em 2002, acompanhado por textos de Silvestri-Levy e do jornalista Christophe Lovigny. A obra foi editada no Brasil em 2004, sendo elogiada a "bem cuidada edição" de Silvestri-Levy e Lovigny pela revista Primeira Leitura, e a "bela edição brasileira" daqueles autores, demonstrando a estreita relação entre a fotografia e a Revolução Cubana, pelo escritor e professor cearense Edmilson Caminha .
É curadora de mostras de arte e festivais de cinema, tendo comissariado a exposição sobre Korda realizada na Fnac Forum des Halles, em Paris, entre 29 de outubro de 2002 e 4 de janeiro de 2003, juntamente com Laura Serani, diretora das Galeries Photo da Fnac.
Entre 28 de junho a 9 de julho de 2006 comissariou, em conjunto com a também curadora Jully Fernandes, o I Festival de Filmes Publicitários sobre Futebol, produzido pela Cinemateca Brasileira.
Casou-se em Cascais, Portugal, em 2016 com o príncipe Carl-Eduard von Bismarck, empresário, ex-membro do Parlamento alemão, tataraneto do Chanceler Otto von Bismarck, e chefe da casa de nobreza von Bismarck-Schönhausen.
Em dezembro de 2021, foi madrinha da 9.ª edição da campanha solidária de Natal do Jornal de Brasília.

## Títulos
- 1998–2016: Alessandra Silvestri-Levy
- 2016–2019: Alessandra, Condessa von Bismarck-Schönhausen
- 2019–: Sua Alteza Serena, Princesa von Bismarck-Schönhausen

## Obras
- 2002: Cuba por Korda (com Christophe Lovigny). - Cosac Naify-Brasil, Ocean Press-USA, Calmann-Levy-France (ISBN 2702133339), Kuntersman-Germany, Ediciones Aurelia, Spain.[3][11]
- 2002: Les Années Révolutionnaires - Éditions de l´Aube France (ISBN 2-87678-816-0).
- 2007: Cuba Sempre - Caros Amigos.
- 2007: Che Guevara Combatente e Intelectual - Casa Amarela.